# يفيس لامارت
يفيس لامارت (بالفرنسية: Yves Lampaert)‏ (و. 1991  م) هو راكب دراجة هوائية، من بلجيكا.

## سباقات أو مراحل فاز بها
| التاريخ        | السباق                                                           | المركز                  |
| -------------- | ---------------------------------------------------------------- | ----------------------- |
| 27 مايو 2012   | Paris–Roubaix Espoirs 2012                                       |                         |
| 28 مايو 2013   | 2013 Gullegem Koerse                                             |                         |
| 16 يونيو 2013  | ستير زي إل إم تور 2013                                           |                         |
| 18 أغسطس 2013  | طواف ديف يغد 2013                                                | العاشر في التصنيف العام |
| 15 مارس 2014   | روند فان درينثي 2014                                             | الخامس في التصنيف العام |
| 01 يونيو 2014  | طواف بلجيكا 2014                                                 | الفائز في تصنيف القتال  |
| 07 يونيو 2014  | دلتا تور زيلاند 2014                                             | السادس في التصنيف العام |
| 22 أغسطس 2014  | أرنهيم فينيندال الكلاسيكي 2014                                   | الفائز في التصنيف العام |
| 11 سبتمبر 2014 | 2014 Izegem Koers                                                | الفائز في التصنيف العام |
| 10 أكتوبر 2014 | 2014 Zwevezele Koers                                             | الفائز في التصنيف العام |
| 08 مارس 2015   | ثلاثة أيام فلاندرز الغربية 2015                                  | الفائز في التصنيف العام |
| 21 يونيو 2015  | ستير زي إل إم تور 2015                                           |                         |
| 26 يونيو 2015  | سباق الطريق ضد الساعة للرجال في بطولة بلجيكا لسباق الدراجات 2015 |                         |
| 31 مايو 2016   | 2016 Gullegem Koerse                                             |                         |
| 23 يونيو 2016  | سباق الطريق ضد الساعة للرجال في بطولة بلجيكا لسباق الدراجات 2016 |                         |
| 22 مارس 2017   | دفارز دور فلاندرز 2017                                           | الفائز في التصنيف العام |
| 30 مايو 2017   | 2017 Gullegem Koerse                                             | الفائز في التصنيف العام |
| 22 يونيو 2017  | سباق الطريق ضد الساعة للرجال في بطولة بلجيكا لسباق الدراجات 2017 | الفائز في التصنيف العام |
| 01 يناير 2018  | سباق الطريق للرجال في بطولة بلجيكا 2018                          | الفائز في التصنيف العام |
| 28 مارس 2018   | دفارز دور فلاندرز 2018                                           | الفائز في التصنيف العام |
| 31 يوليو 2018  | 2018 Natourcriterium Roeselare                                   |                         |
| 04 يونيو 2019  | 2019 Gullegem Koerse                                             | الفائز في التصنيف العام |
| 11 أغسطس 2019  | سباق الطريق لنخبة الرجال - بطولة أوروبا للدراجات 2019            |                         |
| 05 سبتمبر 2019 | 2019 Izegem Koers                                                | الفائز في التصنيف العام |
| 21 سبتمبر 2019 | أوكولو سلوفينسكا 2019                                            | الفائز في التصنيف العام |
| 21 أكتوبر 2020 | ثلاثة أيام من دي بان 2020                                        | الفائز في التصنيف العام |
| 16 يونيو 2021  | سباق الطريق ضد الساعة للرجال في بطولة بلجيكا 2021                | الفائز في التصنيف العام |
| 31 يوليو 2021  | هيستسي بيجل 2021                                                 |                         |
| 24 يونيو 2022  | سباق الزمن على الطريق للرجال في بطولة بلجيكا 2022                |                         |
| 26 يوليو 2022  | 2022 Natourcriterium Roeselare                                   | الفائز في التصنيف العام |
| 08 سبتمبر 2022 | 2022 Izegem Koers                                                |                         |
| 28 مايو 2024   | 2024 Gullegem Koerse                                             |                         |

## روابط خارجية
- يفيس لامارت على موقع الاتحاد الدولي للدراجات (الإنجليزية)
- يفيس لامارت على موقع أرشيف الدراجات (الإنجليزية)
- يفيس لامارت على موقع إحصائيات الدراجات الإحترافية (الإنجليزية)
- يفيس لامارت على موقع نسبة الدراجات (الإنجليزية)
- يفيس لامارت على موقع CycleBase (الإنجليزية)